# Iliou persis
L'Iliou persis (in greco antico: Ἰλίου πέρσις?, Ilíou pérsis, "La caduta di Ilio") è un antico poema epico greco andato perduto, facente parte del Ciclo Troiano, che raccontava in versi l'intera storia della guerra di Troia. 

## Struttura
Il poema si apre con i Troiani che stanno discutendo su che cosa fare con il cavallo di legno che i Greci si sono lasciati alle spalle. Cassandra e Laocoonte avvisano che nascosti al suo interno ci sono dei guerrieri greci armati, ma altri sostengono che si tratti di un dono sacro dedicato ad Atena. Quest'ultima opinione finisce per prevalere e i Troiani festeggiano la loro apparente vittoria, ma il dio Poseidone invia un funesto presagio, sotto forma di due serpenti che escono dal mare ed uccidono Laocoonte e i suoi figli; vedendo questa scena, Enea e i suoi lasciano Troia presagendo ciò che succederà.
Scesa la notte, i guerrieri greci escono dal cavallo e aprono le porte della città per permettere all'esercito greco, che era tornato indietro di nascosto da Tenedo, di entrare. I Troiani vengono massacrati e Troia data alle fiamme.
Neottolemo uccide il re Priamo, nonostante si fosse rifugiato sull'altare di Zeus, Menelao uccide Deifobo e si riprende la moglie Elena, e Aiace Oileo strappa via Cassandra dall'altare di Atena e la stupra. Neottolemo uccide il figlio di Ettore, Astianatte e fa sua prigioniera la moglie di Ettore, Andromaca. I greci sacrificano anche una delle figlie di Priamo, Polissena, sulla tomba di Achille per placarne l'inquieto spirito.
Gli Achei intendono lapidare Aiace per vendicare l'oltraggio a Cassandra in quanto sacerdotessa di Atena, ma questi a sua volta si rifugia sull'altare della dea che, adirata per la mancata punizione, progetta di vendicarsi sulle navi achee nel ritorno.

## Datazione e conservazione
Le vicende trattate dall'Iliou persis vengono cronologicamente dopo quelle della Piccola Iliade, e sono seguite dai Nostoi. Il poema, attribuito dagli antichi ad Arctino di Mileto,  si componeva di due libri di versi scritti in esametri dattilici e venne probabilmente composto nel corso dell'VIII secolo a.C., ma non esistono certezze in merito.
Sono giunti sino a noi soltanto dieci versi del testo originale dell'Iliou persis; pertanto per conoscerne la trama dipendiamo quasi completamente da un riassunto del Ciclo Troiano contenuto nella Crestomazia scritta da un oscuro Proclo (che forse potrebbe essere identificato con il grammatico del II secolo Eutichio Proclo)  e qualche ulteriore indicazione circa il contenuto del poema si può trarre dal II libro dell'Eneide di Virgilio, che racconta la stessa vicenda dal punto di vista dei Troiani.
Da notare che fonti diverse forniscono anche diverse informazioni riguardo a vari dettagli: ad esempio il modo in cui Enea riesce a fuggire da Troia, o l'identità dell'uccisore di Astianatte.